# سوريش كريشنا
سوريش كريشنا هو ممثل هندي، ولد في 5 أبريل 1973 بتشيناي في الهند.

## وصلات خارجية
- سوريش كريشنا على موقع IMDb (الإنجليزية)
- سوريش كريشنا على موقع قاعدة بيانات الفيلم (الإنجليزية)